# سفارة سلطنة عمان لدى السعودية
سفارة سلطنة عمان لدى السعودية هي الممثلية الدبلوماسية العليا لسلطنة عمان لدى المملكة العربية السعودية. تقع السفارة في حي السفارات ( شارع عبد الله السهمي ) في الرياض.